# Kalacsna
Kalacsna (1890-ig Kalacsnó, szlovákul Kolačno) község Szlovákiában, a Trencséni kerületben, a Simonyi járásban.

## Fekvése
Simonytól 8 km-re délkeletre található.

## Története
1293-ban "Kolechna" néven említik először. 1365-ben "Kalachna", 1511-ben "Kalasnya" néven említi oklevél. 1355-ben oszlányi nemesek birtoka volt, később az elefánti pálosoké. 1527-től a nagytapolcsányi váruradalom része. Az 1660-as évek végén Edward Brown is felkereshette. A 18. században a Bossányi, Rudnay és Kvassay családok birtoka. 1601-ben 40 háza állt. 1720-ban 18 adózója közül 2 kézműves volt. 1828-ban 85 házában 550 lakos élt, akik mezőgazdasággal, erdei munkákkal foglalkoztak.
Fényes Elek szerint "Kalocsnó, tót falu, A.-Nyitra, ezelőtt Bars vmegyében, Oszlánhoz 1 mfld: 550 kath. lak., kik sok faeszközöket csinálnak, s igen jó meszet égetnek. F. u. többen."  Archiválva 2007. szeptember 27-i dátummal a Wayback Machine-ben
A trianoni békeszerződésig Bars vármegye Oszlányi járásához tartozott.

## Népessége
| Év:            | 1994. | 2004.   | 2014.   | 2024.   |
| -------------- | ----- | ------- | ------- | ------- |
| Emberek száma: | 921   | 887     | 878     | 899     |
| Eltérés:       |       | -3,69 % | -1,01 % | +2,39 % |

| Év:            | 2023. | 2024.   |
| -------------- | ----- | ------- |
| Emberek száma: | 892   | 899     |
| Eltérés:       |       | +0,78 % |

1910-ben 687, túlnyomórészt szlovák anyanyelvű lakosa volt.
2001-ben 925 lakosából 922 szlovák volt.
2011-ben 887 lakosából 855 szlovák volt.

## Nevezetességei

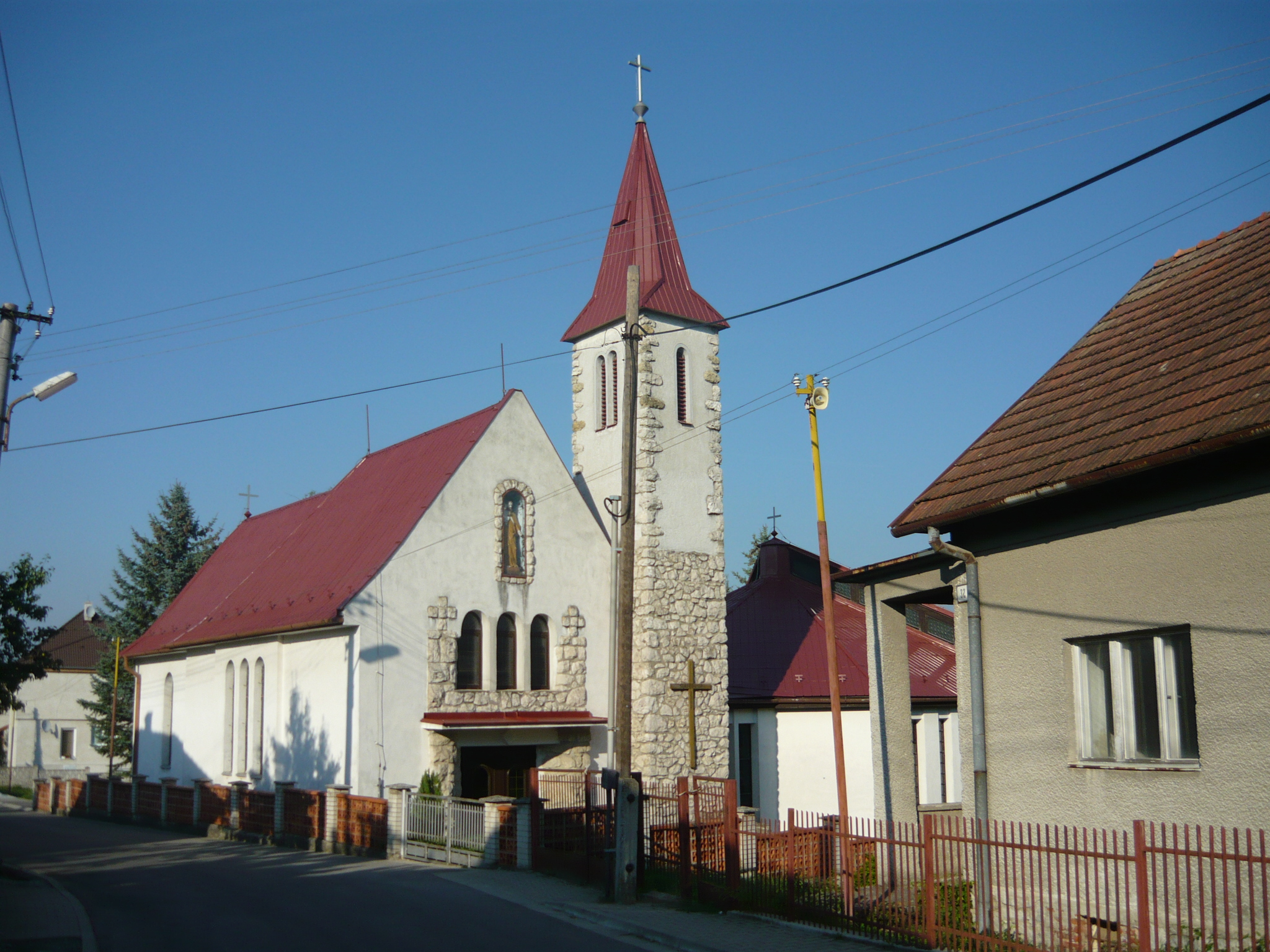
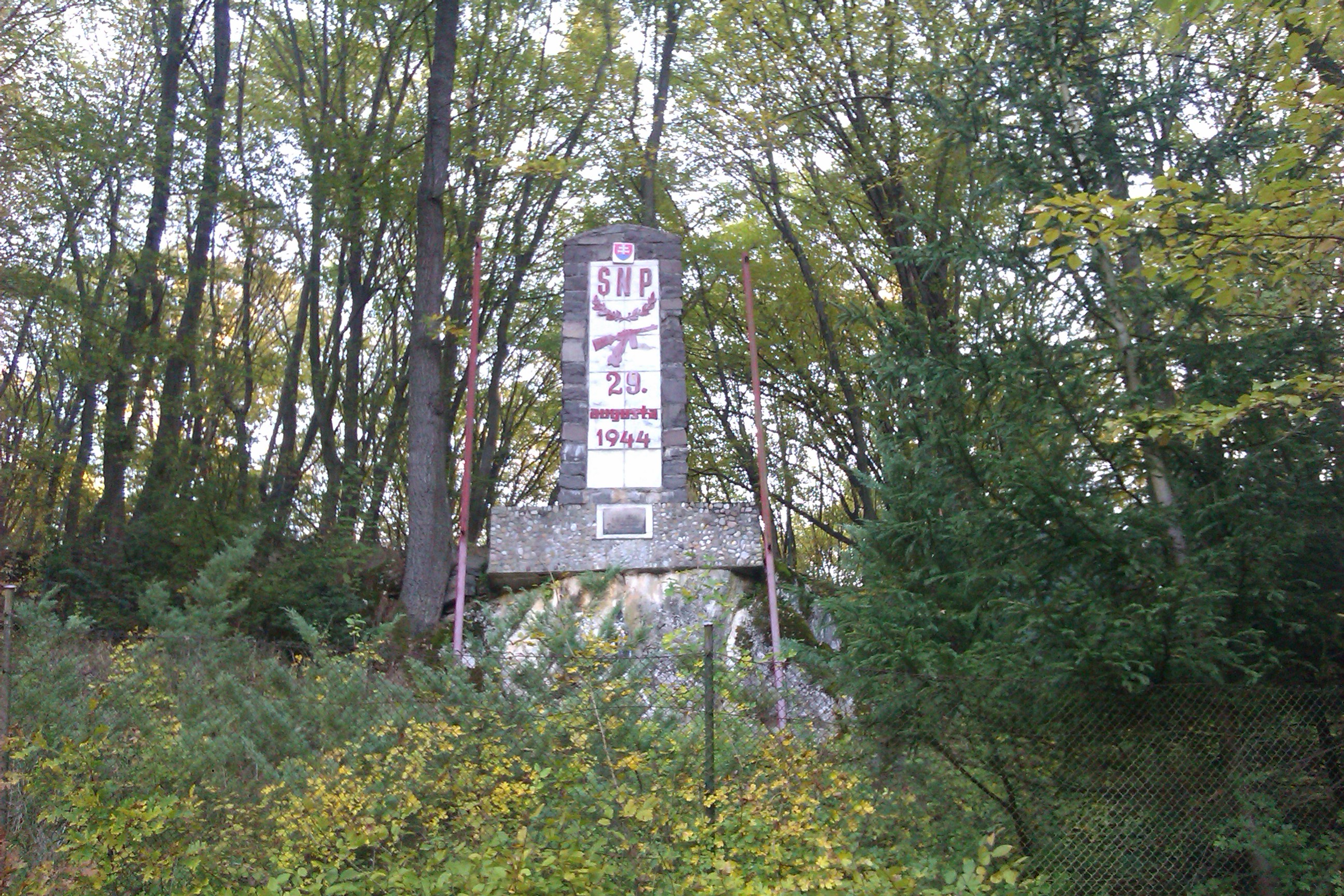

- A Mihály-hegyen kelta erődítmény és 12–13. századi vár alapfalai láthatók.
- A Munkás Szent József tiszteletére szentelt római katolikus temploma.
- Az iskola épülete 1900-ban épült.